# Georg Werner
Georg Werner, né le 8 avril 1904 à Stockholm et mort le 26 août 2002 dans cette même ville, est un nageur suédois.

## Biographie
Aux Jeux d'été de 1924 à Paris, il échoue en séries du 100 mètres nage libre avec un temps de 1 min 7 s mais remporte la médaille de bronze du 4 × 200 mètres nage libre.

## Palmarès

### Championnats d'Europe
- Championnats d'Europe 1926 à Budapest 
  -  Médaille de bronze du 100 m nage libre.
  -  Médaille de bronze du relais 4 × 200 m nage libre.